# Saskia (cràter)
Saskia és un cràter d'impacte en el planeta Venus de 37,1 km de diàmetre. Porta el nom de Saskia van Uylenburgh (1612-1642), model artística holandesa, i el seu nom va ser aprovat per la Unió Astronòmica Internacional el 1991.